# Владимир Радовановић
Владимир Радовановић (Годовик, код Пожеге, 26. мај 1906 — 3. март 1943), учесник Народноослободилачке борбе и народни херој Југославије.

## Биографија
Рођен је 26. маја 1906. године, у Годовику, у сиромашној сеоској породици. Од дјетињства се суочавао са разним тешкоћама, што је било пресудно у формирању његове личности. Рано се растао са оцем, који одлази у Балкански, а затим и у Први свјетски рат, у коме је погинуо 1917. године. Тих ратних година, из породице нестају још два члана. Умрла му је старија сестра и млађи брат, а одмах послије Првог свјетског рата мајка му се преудаје. Тежак терет старања о преосталој породици пао је на још веома младог и недораслог Влада. Морао је даноноћно да ради на оскудном парчету земље, које му је отац оставио, како би обезбиједио најминималније кућне потребе. Већ тада, у доба тешког дјетињства, кроз мукотрпан рад, борећи се са разним проблемима, прекаљивао се и оспособљавао за живот.
Оженио се марта 1925. године. У браку са супругом Љубицом имао је шесторо дјеце. Ту вишечлану породицу издржавао је углавном, својом зарадом и мањим дјелом прихода са земље. Запошљавао се у разним мјестима, код разних послодаваца и на разним пословима које није бирао, јер није био у могућности да бира. У напорној борби за живот, дошао је до сазнања да, при постојећим друштвеним односима, ни уз највеће напоре не може себи и породици обезбиједити пристојне услове за живот. Самоиницијативно је изучио столарски занат, који му је све до рата било основно занимање. Као радник био је цијењен. Пажњом коју је испољавао према својој породици и односима према околини у којој је живио, као и чврстином свога карактера, стекао је велики углед и симпатије свих који су га познавали. Иако оптерећен радом и старањем о породици, ипак је, са великим интересовањем, пратио све што се догађа код нас и у свијету. Своје слободно вријеме проводио је у читању књига, брошура, летака и свега другог што му је долазило до руку. На основу тога је извлачио одређене закључке за практичан живот.
Још прије рата, био је запажен као симпатизер напредног радничког покрета и КПЈ. Супростављао се самовољи појединих моћника-властодржаца, па и онима који су били од утицаја за његово запошљавање. Приликом парламентарних избора у мају 1935. године када је било запрећено онима који буду гласали за Удружену опозицију да ће остати без посла, односно да се неће моћи нигдје запослити, Владе је говорио:"Гласаћу за опозицију да видим шта ће ми...". Није се бојао њихове моћи. Вјеровао је у неминовност мијењања друштвених односа и за то се и залагао.
На почетку устанка, Владе је међу првима ступио у Пожешку партизанску чету и учествовао у свим акцијама и борбама које је она изводила. Већ у првим њеним акцијама истакао се као неустрашиви пушкомитраљезац. Убрзо је постао десетар, а затим и водник и један од чувених бомбаша 1. батаљона Друге пролетерске бригаде. Неустрашиво је засипао бомбама непријатељске бункере код Купреса, Јајца, Мркоњић града, Ливна... У борбама је увијек био међу првима и својом храброшћу, пожртвовањем и издржљивошћу, подстицао борце да слиједе његов примјер. На тај начин, преносио је своје ратничко искуство и храброст на остале борце. Сем тога, често је примјењивао тактику да сам, на погодним мјестима, сачека групе непријатељских војника, покоси их својим пушкомитраљезом и тиме нанесе велике губитке непријатељу.
Када су у току битке на Неретви, 1943. године, Прозор и рањеници у њему били угрожени од непријатеља, у противудару Оперативне групе дивизија НОВЈ према Горњем Вакуфу, у тешкој борби за спас рањеника, 3. марта 1943. године на Црном врху је погинуо прослављени бомбаш Друге пролетерске бригаде Владимир Владе Радовановић. Био је члан КПЈ, а за Народног хероја проглашен је 13. марта 1945. године.

## Галерија
- Кућа народног хероја Владимира Радовановића у Годовику
- Орден народног хероја